# Abraham Núñez (outfielder)
Abraham Núñez Matos (Bajos de Haina, San Cristóbal, 5 de febrero de 1977) es un jardinero derecho dominicano que jugó en las Grandes Ligas de Béisbol con los Marlins de la Florida (2002, 2004) y los Reales de Kansas  City (2004). Es un bateador ambidiestro, y lanza con la mano derecha. Núñez jugó con el equipo filial de Triple-A de los Nacionales de Washington, Columbus Clippers en 2007. En 2008, jugó para las Ballenas Chinatrust de la CPBL. En febrero de 2009, firmó con el equipo Caffè Danesi Nettuno de la Serie A1 en Italia.
En dos temporadas en las mayores, Núñez fue un bateador de .209 con seis jonrones y 35 carreras impulsadas en 136 partidos jugados.
En 2006, mientras jugaba en las ligas menores con Fresno Grizzlies, Núñez fue suspendido 50 partidos al dar positivo por uso de sustancias que mejoran el rendimiento.